# 크롬 웹 스토어
크롬 웹 스토어(영어: Chrome Web Store)는 구글에서 운영하는 웹 기반 앱 스토어이다. 2010년 5월 19일 구글 I/O 콘퍼런스에 발표되었고, 2010년 12월 6일부터 운영 중이다. 크롬 웹 스토어의 프로그램들은 사용자가 구글 크롬, 구글 크롬 OS에서 설치 및 실행할 수 있다. 웹 스토어의 프로그램들은 HTML로 작성되었으며 구글 크롬 브라우저를 기본으로 사용한다. 웹 스토어의 등록과 설치의 비용은 무료이고, 등록된 프로그램들 중에 대표적 예는 <앵그리 버드>와 <플랜츠 vs. 좀비> 등이 있다. 웹 스토어는 애플의 앱 스토어와 구글의 구글 플레이와 비교된다.

## 역사
크롬 웹 스토어(CWS)는 2010년 12월 모습을 공개적으로 드러냈으며 2011년 2월 11일 구글 크롬 9.0 출시와 함께 오픈되었다. 1년 뒤 앱의 다운로드, 사용자, 앱의 총 수에 대한 큰 트래픽 증가를 촉진시키도록 재설계되었다. 2012년 6월, CWS에 호스팅된 콘텐츠 설치본 수는 750,000,000건이었다.
일부 확장 기능 개발자들은 당시 애드웨어를 통합시킨 서드파티에 자신들의 확장 기능들을 판매했다. 2014년, 구글은 수많은 사용자들이 원치 않는 팝업 앱에 불평을 한 이후 CWS로부터 해당 2가지 기능을 제거했다. 이듬해 구글은 웹사이트 방문자 중 약 5%가 애드웨어가 있는 확장 기능을 통해 변조되었다고 인식하였다.

## 같이 보기
- 구글 크롬 OS
- 크롬북